# Dereboyu
Dereboyu ist ein Dorf (türkisch: Köy) im Landkreis Pülümür der türkischen Provinz Tunceli. Im Jahr 2011 lebten in Dereboyu 24 Menschen. Der ursprüngliche Name Derboyus lautet Danzik. Dieser Name ist armenischen Ursprungs.